# 이상민 (1942년)
이상민(李尙玟, 1942년 4월 18일~)은 대한민국의 기업인, 정치인이다. 제10·12대 국회의원을 역임했다.

## 경력
- 주식회사 태림상사 대표
- 전국 금속 문방구 생산협회장
- 전국 웅변인협회 총재
- 신민당(진주·진양·사천·삼천포)위원
- 신민당 경남도당 부위원장 및 중앙당정무위원
- 통일민주당(진주·진양·사천·삼천포)지구당위원장 및 중앙당 정무위원
- 민주당 중앙당 청년위원장 및 당무위원
- 민주화추진협의회 상임지도 운영위원
- 국회 원내 수석 부총무
- 국회예산결산·국방· 농수산 위원회 간사
- 대한민국헌정회 10대 국회의원회 회장
- 대한민국헌정회 12대 국회의원회 회장
- 대한민국헌정회 사무총장 5회 임명
- 대한민국헌정회 운영위원회 의장 3선
- 대한민국헌정회 원로위원

## 저서
- 《가자 꽃마을로》
- 《찬란한 문화유산》

## 역대 선거 결과
|  | 17.85% |

|  | 26.53% |

|  | 40.53% |